# Magtens Korridorer i Humlebyen
Magtens Korridorer i Humlebyen er et album med Magtens Korridorer indspillet live 2003 i Humlebyen.

## Trackliste
1. "Fnasksangen"
2. "Hhashersangen"
3. "Arbejdsløshedssangen"
4. "Morgan"
5. "Tilt"
6. "Amok til fester"
7. "Hestevisen"
8. "Picnic på Kastellet"
9. "Benjamin"
10. "Hul at bo i"
11. "Træt"
12. "Lorteparforhold"